# Bill Horne
Bill Horne est un homme politique (néo-écossais) canadien. 
Membre du Parti libéral de la Nouvelle-Écosse, il représente la circonscription de Waverley-Fall River-Beaver Bank à l'Assemblée législative de la Nouvelle-Écosse du 8 octobre 2013 au 17 juillet 2021.